# سایروس
سایروس (به انگلیسی: cyrus) فیلمی کمدی-درام محصول سال ۲۰۱۰ آمریکا است که توسط برادران دوپلاس نوشته و کارگردانی شده‌است.

## خلاصه داستان
جان هفت سال قبل از همسرش طلاق گرفته‌است و با داشتن مشکلاتی در تطبیق با زندگی جدید خود در یک مهمانی با مولی آشنا می‌شود. او فکر می‌کند که شاید انسانی بی‌نقص را دوباره پیدا کرده‌است. فقط یک مشکل وجود دارد: سایروس، پسر تازه به بلوغ رسیده مولی. جان باید علی‌رغم دخالت‌های عمدی و غیرعمدی سایروس راهی برای ایجاد رابطه عاشقانه خود با مولی پیدا کند.

## بازیگران
- جان سی. رایلی در نقش جان
- جونا هیل در نقش سایروس
- ماریسا تومی در نقش مولی
- کاترین کینر در نقش جیمی
- مت والش در نقش تیم